# 무드 인디고
《무드 인디고》(프랑스어: L'Écume des jours)는 2013년 개봉한 영화로, 보리스 비앙의 소설 《세월의 거품》을 원작으로 한다.

## 출연

### 주연
- 로맹 뒤리스
- 오드레 토투
- 가드 엘마레

### 조연
- 오마르 시
- 아이사 마이가
- 샤를로트 르봉
- 사샤 부르도
- 필리프 토레통
- 알랭 샤바
- 뱅상 로티에
- 로랑 라피트
- 나타샤 레니에
- 미셸 공드리
- 지네딘 수알렘

## 기타
- 공동제작: 준비에브 르말
- 공동제작: 아를레트 질베르베르그
- 협력프로듀서: 그자비에 카스타노
- 협력프로듀서: 쥘리앵 쇨
- 조감독: 올리비에 쿠타르
- 사운드슈퍼바이저: 다미앵 오브리
- 미술: 스테판 로젠봄
- 특수효과: 쥘리앵 퐁세 드 라 그라브
- 시각효과: 벵자맹 아조르주스
- 시각효과: 스테판 비도
- 분장팀: 올리비에 아퐁조
- 분장팀: 기욤 카스타녜
- 분장팀: 젠 밀롱
- 배역: 마리프랑스 미셸